# معاملة المثليين في مولدوفا
يواجه الأشخاص من المثليين والمثليات ومزدوجي التوجه الجنسي والمتحولين جنسياً (اختصاراً: LGBT) في مولدوفا تحديات قانونية لا يواجهها غيرهم من المغايرين جنسيا. ومع ذلك، النشاط الجنسي المثلي قانونيًا منذ عام 1995، كما تحظر مولدوفا التمييز على أساس التوجه الجنسي في التوظيف.
منذ سقوط الاتحاد السوفياتي، أصبحت مولدوفا تحت تأثير الكنيسة الأرثوذكسية بشكل متزايد. ونتيجة لذلك يوجد عديد الانتهاكات في حقوق الإنسان، بما في ذلك انتهاكات حرية تكوين الجمعيات وحرية التعبير. تم عقد أول مسيرة للفخر في مولدوفا في عام 2002. ومنذ ذلك الحين، واجهت مسيرة الفخر معارضة شديدة من السلطات والزعماء الدينيين، وكثيراً ما تم إلغاءها أو حظرها بسبب مخاوف تتعلق بالسلامة. جرى موكب فخر ناجح في مايو 2018 في كيشيناو، بعد أن قام مسؤولو الشرطة بحماية المشاركين من جماعات المتطرفين المتعصبين.
لا يزال مجتمع مولدوفا يعاني من رهاب المثلية، كما أن التمييز والعنف ضد أفراد مجتمع المثليين أمر شائع. في عام 2018، صنّف الفرع الأوروبي للمؤسسة الدولية للمثليين والمثليات ومزدوجي التوجه الجنسي والمتحولين جنسيا وثنائيي الجنس (ILGA - Europe) مولدوفا في المرتبة 43 من أصل 49 بلداً أوروبياً فيما يتعلق بتشريعات حقوق المثليين. وهو مايعتبر تحسنا على ترتيبها قبل ست سنوات، عندما كانت مولدوفا في المرتبة الأخيرة.

## قانونية النشاط الجنسي المثلي
منذ عام 1995، أصبحت النشاط الجنسي المثلي بين البالغين المتراضين في الخاص قانونيًا في مولدوفا. في سبتمبر 2002، تم تشريع قوانين جديدة تساوي السن القانونية للنشاط الجنسي المثلي.

## الاعتراف القانوني بالعلاقات المثلية
لا تعترف مولدوفا بزواج المثليين أو الاتحادات المدنية. يحظر الدستور المولدوفي صراحة زواج المثلي عبر تحديد الزواج بأنه اتحاد بين رجل وامرأة.

## الحماية من التمييز
منذ فترة طويلة، يضغط ائتلاف كبير من منظمات حقوق الإنسان، بما في ذلك «جندردوك-إم» GenderDoc-M، على حكومة مولدوفا لتنفيذ تشريعات مناهضة للتمييز بما يتماشى مع المعايير الأوروبية، والتي تشمل التوجه الجنسي كفئة محمية.
أقر البرلمان المولدوفي القانون الذي يحظر التمييز على أساس التوجه الجنسي في العمل، في 25 أيار 2012، والذي وقعه الرئيس نيكولاي تيموفتي في 28 مايو 2012. دخل القانون حيز التنفيذ في 1 يناير 2013.

## الهوية الجنسية والتعبير عنها
يسمح للأشخاص المتحوّلين جنسياً بتغيير اسمهم وجنسهم القانوني في وثائق رسمية في مولدوفا، لكنهم يحتاجون إلى تشخيص نفسي يؤكد أن لديهم رغبة «التحول جنسيا» لديهم للقيام بذلك.

## حراك حقوق المثليين في مولدوفا
تسمى منظمة المثليين الرئيسية جندردوك-إم" (بالرومانية: GenderDoc-M)‏. تسعى المجموعة إلى دعم وحماية المثليين والمثليات في مولدوفا، وزيادة الوعي بحياة الأشخاص المثليين.

## ظروف الحياة

### ثقافة المثليين
لدى مولدوفا حضور صغير للمثليين ولكنه حضور حي ومنفتح. تم افتتاح أول نادي للمثليين جنسيا، نادي جاغوار للرقص والموسيقى، في عام 2009. وعقد أول مسيرة فخر للمثليين في مولدوفا (وتدعى فخر مولدوفا) في أبريل 2002، ولكن تم حظره في عام 2007، لأنه قيل إن المثلية تقوض القيم المسيحية لمولدوفا".

### الرأي العام والمشاعر المضادة للمثليين
لا يزال المجتمع المولدوفي يعاني من رهاب المثلية. يقوم عدة سياسيين بإدلاء تصاريح ضد مجتمع المثليين، ويتم التمييز ضد المثليين والمثليات بشكل روتيني. كما سجلت حالات عدة للعنف ضد الرجال المثليين.
سكوت لايفلي، وهو معارض قوي لحقوق المثليين ربط المثلية بلعب دور في الإبادة الجماعية في رواندا والمحرقة، زار مولدوفا في عام 2010 لمعارضة إجراء لمكافحة التمييز. وكان مشروع القانون قد مر في اللجنة مرتين قبل أن يتوقف بعد معارضة حزب الشيوعيين في جمهورية مولدوفا، الذي أشار إلى زيارة لايفلي كسبب لمعارضته. ومع ذلك، تمت الموافقة على مشروع القانون في عام 2012.
في مايو 2019، كانت درينا إيوانا شتريشتيانو، وهي محامية حقوق الإنسان التي تمثل منظمة حقوق المثليين الوحيدة في مولدوفا، جندردوك، منذ عام 2010، ضحية لهجوم متعمد. إذ وجدت سيارتها مشتعلة خارج مكتبها في وسط العاصمة كيشيناو على يد مهاجم ذكر مجهول. وقد أبلغت الشرطة بالاعتداء الذي قالت أنها رفضت التحقيق لأنها لم تعتبر الضرر «كبيرًا».

### الجدل حول فخر مولدوفا 2008
في 11 أيار/مايو 2008، لم تقم الشرطة والسلطات بشيء للحيلولة دون إحاطة حشود بالمشاركين لمنع مسيرة الفخر في مولدوفا والذين قاموا بتخويفهم وحتى مهاجمتهم. وكان رئيس بلدية كيشيناو، دورين تشيرتواكو، الذي حمل شعار حملته الانتخابية «عمدة شاب، وفريق ليبرالي، وعاصمة أوروبية»، قد منع المسيرة في مساء اليوم السابق.
أثار حظر مسيرة الفخر والحملة ضد حرية التجمع انتقادات وقلقًا دوليًا، بما في ذلك من قبل وزير الخارجية البريطاني حينها ديفيد ميلباند.
كان الحكم في قضية باتكوفسكسي ضد بولندا الصادر في مايو/أيار 2007 بمثابة قضية تاريخية، حيث حكمت المحكمة الأوروبية لحقوق الإنسان بأن حظر مسيرات الفخر السلمية الذي أقامه حينها رئيس بلدية وارسو، ليخ كاتشينسكي في بولندا، قد انتهك ثلاث مواد من الاتفاقية الأوروبية لحقوق الإنسان: المادة 11 المتعلقة بحرية التجمع، المادة 13 التي تتناول الحق في الاستئناف، والمادة 14 التي تحظر التمييز.
في عام 2012، قضت المحكمة الأوروبية لحقوق الإنسان بأن السلطات المولدوفية قد انتهكت حقوق الإنسان من خلال إلغاء مسيرة فخر 2008.

### أحداث 2017 و 2018
في مايو 2017، نظم نشطاء المثليين مسيرة سلمية لتتزامن مع اليوم العالمي لمناهضة رهاب المثلية، رهاب التحول الجنسي و رهاب إزدواجية التوجه الجنسي. ألغى مسؤولو الشرطة الحدث بعد فترة وجيزة من بدئه، بسبب مخاوف تتعلق بالسلامة لأن الجماعات المتطرفة الأرثوذكسية بدأت في مهاجمة المشاركين بمسيرة الفخر. أيد الرئيس إيغور دودون الهجمات العنيفة، قائلاً: «لم أتعهد أبداً بأن أكون رئيسًا للمثليين، فعليهم أن ينتخبوا رئيسهم». كما أنه قابل شخصيا جماعة المتطرفين وهنأهم. ومع ذلك، حضر 450 شخصًا المسيرة، وهي أعلى نسبة مشاركة على الإطلاق في ذلك الوقت.
في مايو 2018، نظم نشطاء المثليين بنجاح النسخة 17 من مسيرة فخر مولدوفا. قامت الشرطة بحماية المشاركين من المتطرفين باستخدام الغاز المسيل للدموع لصدهم. وهنأ الرئيس دودون مرة أخرى الجماعات الراديكالية. وقامت عديد السفارات بدعم المسيرة (الأرجنتين، بلجيكا، كندا، وجمهورية التشيك، الدنمارك، إستونيا، فنلندا، فرنسا، ألمانيا، جمهورية أيرلندا، إيطاليا، لاتفيا، ليتوانيا، هولندا، النرويج، البرتغال، سلوفينيا، إسبانيا، السويد، سويسرا، والمملكة المتحدة والولايات المتحدة).

### حظر الدعاية المثلية
منذ عام 2012، قامت عدة مدن بسن حظر على «الدعاية» للمثلية الجنسية (التي لا تتضمن أي نوع من العقوبات الإدارية أو الغرامات). هذه المدن هي:
- بالتسي: صدر في 23 فبراير 2012،[19][20] وتم إلغاءه في 28 فبراير 2013[20][21]
- دروكيا: صدر في 27 مارس 2012[20]
- كاهول: صدر في 29 مارس 2012[20]
- تشادير-لونغا: صدر في 10 أبريل 2012[20]
- فلوديني: ألغي لاحقا [20]
- ريشكاني، ألغي لاحقا[20]
- سوروكا[20]

كما تم فرض حظر مماثل في المقاطعات التالية:
- مقاطعة أنيني نوي: صدر في 1 مارس 2012[20]
- مقاطعة باسارابياسكا[20]
- فيلشتي[20]

تم سن أحكام مماثلة قرى ومقاطعات منطقة فيليشتي:
- بوكاني: ألغيت لاحقا[20]
- شيتريش: ألغيت في 22 فبراير 2012[20]
- هيليويتشي[20]
- بيريلتسا: ألغيت لاحقا[20]

في 30 أبريل / نيسان 2013، وافق برلمان غاغاوزيا على مشروع قانون لمنع «الدعاية» للمثلية الجنسية، وازدواجية التوجه الجنسي والتحول الجنسي مثل زواج المثليين وتبني المثليين للأطفال. لم يتضمن مشروع القانون أي نوع من العقوبات الإدارية أو الغرامات ولكن بعض أحكامه منعت أي منظمات ذات صلة بالمثليين والمثليات ومزدوجي التوجه الجنسي والمتحولين جنسياً من التسجيل في المنطقة. وكان هناك حكم آخر يقضي بحظر أي نواد أو مؤسسات ترفيهية ذات صلة بالمثليين والمثليات ومزدوجي التوجه الجنسي والمتحولين جنسياً. في 20 يونيو 2013، تم إبطال هذه الأحكام بقرار من المحكمة، والذي حكم بأن هذه القوانين تنتهك حرية التعبير وحقوق الإنسان.
في 23 أيار/مايو 2013، وعلى الرغم من قانون مكافحة التمييز الذي يحظر التمييز على أساس التوجه الجنسي في التوظيف، أصدر برلمان مولدوفا مشروع قانون يحظر الدعاية للدعارة والبيدوفيليا«وأي علاقات أخرى غير تلك المتعلقة بالزواج والأسرة وفقا مع الدستور وقانون الأسرة». اشتمل مشروع القانون كذلك على غرامات. تم التوقيع على القانون في 5 يوليو 2013 ودخل حيز التنفيذ في 12 يوليو 2013. لم يحظر القانون صراحة «الدعاية» للمثلية الجنسية، ولكن كان يمكن أن يتم تفسيره على هذا النحو من قبل القضاة.
في 11 أكتوبر 2013، وافق البرلمان على مشروع قانون يهدف إلى إزالة المحتوى الذي كان من الممكن تفسيره على أنه يحظر «الدعاية للمثلية الجنسية».

### قرار مجلس حقوق الإنسان في الأمم المتحدة
في يونيو/حزيران 2011، استخدمت مولدوفا مقعدها في مجلس حقوق الإنسان التابع للأمم المتحدة للتصويت ضد أول قرار ناجح للأمم المتحدة يدين التمييز والعنف ضد الأفراد استناداً إلى توجهاتهم الجنسية وهويتهم الجندرية.

## ملخص
| قانونية النشاط الجنسي المثلي                                                             | (قانوني منذ عام 1995)                            |
| المساواة في السن القانوني للنشاط الجنسي                                                  | (قانوني منذ عام 2002)                            |
| قوانين مكافحة التمييز في التوظيف                                                         | (منذ عام 2013)                                   |
| قوانين مكافحة التمييز في توفير السلع والخدمات                                            | No                                               |
| قوانين مكافحة التمييز في جميع المجالات الأخرى (تتضمن التمييز غير المباشر، خطاب الكراهية) | No                                               |
| قوانين جرائم الكراهية تشمل التوجه الجنسي والهوية الجندرية                                | No                                               |
| زواج المثليين                                                                            | (حظر دستوري منذ عام 1994)                        |
| الاعتراف القانوني بالعلاقات المثلية                                                      | No                                               |
| تبني أحد الشريكين للطفل البيولوجي للشريك الآخر                                           | No                                               |
| التبني المشترك للأزواج المثليين                                                          | No                                               |
| يسمح للمثليين والمثليات ومزدوجي التوجه الجنسي بالخدمة علناً في القوات المسلحة             | Yes                                              |
| الحق بتغيير الجنس القانوني                                                               | Yes                                              |
| علاج التحويل محظور على القاصرين                                                          | No                                               |
| الحصول على أطفال أنابيب للمثليات                                                         | No                                               |
| الأمومة التلقائية للطفل بعد الولادة                                                      | No                                               |
| تأجير الأرحام التجاري للأزواج المثليين من الذكور                                         | (محظور لجميع الأزواج بغض النظر عن التوجه الجنسي) |
| السماح للرجال الذين مارسوا الجنس الشرجي بالتبرع بالدم                                    | No                                               |